# Струпехув
Струпехув (пол. Strupiechów) — село в Польщі, у гміні Вежбно Венґровського повіту Мазовецького воєводства.
Населення — 180 осіб (2011).
У 1975-1998 роках село належало до Седлецького воєводства.

## Демографія
Демографічна структура станом на 31 березня 2011 року:
|          | Загалом | Допрацездатний вік | Працездатний вік | Постпрацездатний вік |
| -------- | ------- | ------------------ | ---------------- | -------------------- |
| Чоловіки | 93      | 21                 | 60               | 12                   |
| Жінки    | 87      | 21                 | 47               | 19                   |
| Разом    | 180     | 42                 | 107              | 31                   |